# خرشنة سندويتشية
خرشنة سندويتشية (الاسم العلمي: Sterna sandvicensis) (بالإنجليزية: Sandwich Tern)‏ هو نوع من الطيور يتبع جنس الخرشنة من الفصيلة النورسية.

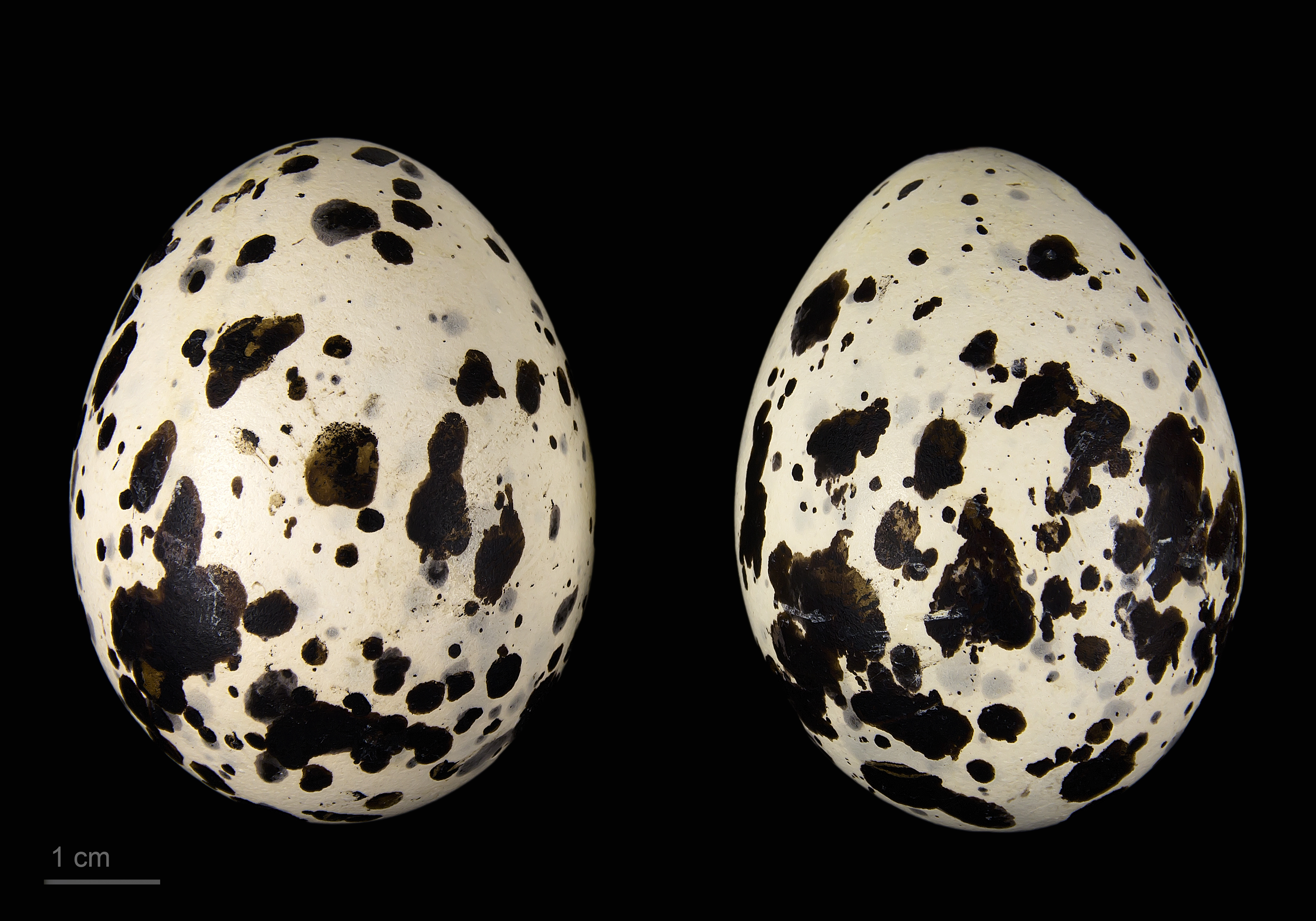
Thalasseus sandvicensis

سمي هذا النوع من الطيور نسبة إلى مدينة سندويتش في بريطانيا.